# Lena-Angaraplateau
Het Lena-Angaraplateau (Russisch: Лено-Ангарское плато; Leno-Angarskoje plato) is een plateau in het zuiden van Oost-Siberië, in het zuiden van de Russische oblast Irkoetsk. Het bevindt zich in het zuidwesten van het Midden-Siberisch Bergland, tussen de rivieren Angara en Kirenga (een zijrivier van de Lena) en ten noorden van de stad Irkoetsk en ten noordwesten van de Cis-Bajkalische Depressie (Predbajkalskaja vladina); het laagland ten noordwesten van het Baikalmeer. Ten noorden van het plateau loopt de Baikal-Amoerspoorweg.
Het plateau heeft een doorsnede van ongeveer 600 bij 380 kilometer en loopt in hoogte op van ongeveer 500 meter in het noorden tot ongeveer 1100 meter in het zuiden. Het hoogste punt ligt op 1464 meter.
It plateau bestaat uit ene complex van carbonaten en terrigenen uit het Cambrium en Ordovicium en bevat voorkomens van karst. Het plateau wordt op veel plaatsen tot 200 tot 600 meter diep doorsneden door riviervalleien en de vlakke toppen worden overdekt met kalksteenlagen uit het Ordovicium. Het plateau is bedekt met taiga, met vooral lariks, ceder, berk en dennen. In het plateau zijn voorkomens van ijzer, koper, zout, gips, talk en mica aangetroffen.